# Église de Bucur
Pour les articles homonymes, voir Bucur.
L'église orthodoxe de Bucur située au 33 de la rue Radu Voda est la plus ancienne des églises encore debout à Bucarest. La légende dit qu'à l'origine elle fut construite en bois par le berger Bucur. Le bâtiment en pierre fut érigé par ordre de Mircea Ier de Valachie (Mircea l'Ancien) en 1416.
Elle servait autrefois de chapelle pour le monastère du Radu Vodô.
L'église, dédiée aux saints Cyrille d'Alexandrie et Athanase Ier d'Alexandrie (pope), est petite mais bien proportionnée. Les murs sont unis et peints en blanc.